# Rienk van Veen
Rienk van Veen (Lemmer, 30 augustus 1865 - Den Haag, 1 mei 1929) was een Nederlands jurist en politicus, eerst voor de (vrije) antirevolutionairen (ARP, daarna VAR), later voor de christelijk-historischen (CHP, daarna CHU).
Van Veen werd geboren in Friesland en was advocaat in Groningen en later in Den Haag. In Groningen was hij van 1895 tot 1901 lid van de gemeenteraad.
Van 1901 tot 1922 was hij Tweede Kamerlid (tot 1918 voor het district Dokkum vanwege het districtenstelsel). Van 1910 tot 1921 was hij ook raadsheer-plaatsvervanger aan het gerechtshof te Den Haag. In de periode van 1918-1924 leidde hij de crisis-enquêtecommissie, een staatscommissie die onderzoek deed naar de uitvoering van de Distributiewet. Zijn broer Sietze Douwes van Veen was hoogleraar in de kerkgeschiedenis aan de Rijksuniversiteit Utrecht.
Rienk van Veen behoorde tot de Nederlandse Hervormde Kerk en werd in 1909 benoemd tot Ridder in de Orde van de Nederlandse Leeuw.

## Familie
Hij was de schoonzoon van het vooraanstaande Friese antirevolutionaire Tweede Kamerlid Walle Melis Oppedijk. Zijn zoon Mr Walle Melis Oppedijk van Veen was van 1936 tot 1971 burgemeester van Workum en Tietjerksteradiel.
- Biografisch Portaal: 57906220
- Parlement.com: vg09llbaanza